# Провінція Йорку

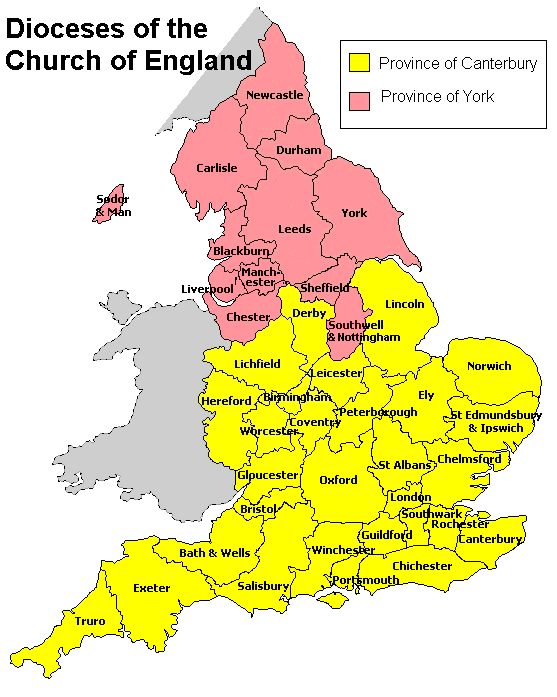
Провінції Кентербері та Йорку

Провінція Йорку (the Province of York) — одна з двох митрополій, на які поділяється Церква Англії (інша митрополія — Провінція Кентербері (the Province of Canterbury)). Складається з 14 діоцезів, які накривають Північну Англію та Острів Мен. Були часи, коли архієпископ Йоркський претендував на приналежність Шотландії до Провінції Йорку.
Главою Провінції Йорку є архієпископ Йоркський (другий в ієрархії після архієпископа Кентерберійського).